# Thủ đô của Triều Tiên
Triều Tiên đã từng có nhiều thủ đô. Triều Tiên là một bán đảo ở Đông Á, hiện bán đảo được chia thành 2 quốc gia: Cộng hòa Dân chủ Nhân dân Triều Tiên (còn gọi là Bắc Triều Tiên) ở phía bắc, thủ đô là Pyongyang, và Đại Hàn Dân quốc (còn gọi là Hàn Quốc hoặc Nam Hàn) ở phía nam, thủ đô là Seoul.

## Trong thờiCổ Triều Tiên
- Chưa rõ
- Pyongyang — thủ đô thứ 2 (400 TCN)

## Trong thờiTam Quốc
- Jolbon — thủ đô đầu tiên của Cao Câu Ly
- Gungnae-seong — thủ đô thứ hai của Goguryeo
- Pyongyang — thủ đô thứ ba của Goguryeo
- Wiryeseong — thủ đô đầu tiên của Bách Tế
- Ungjin — thủ đô thứ hai của Baekje
- Sabi — thủ đô thứ ba của Baekje
- Gyeongju — thủ đô của Tân La

## Trong thờiNam-Bắc Quốc
- Gyeongju — thủ đô của Tân La
- Dongmo Mountain — thủ đô đầu tiên của Bột Hải
- Junggyeong — thủ đô thứ hai của Bột Hải
- Sanggyeong — thủ đô thứ ba của Bột Hải

## Trong thờiHậu Tam Quốc
- Gyeongju — thủ đô của Tân La
- Wansanju — thủ đô của Hậu Bách Tế
- Songak — thủ đô đầu tiên của Thái Phong
- Cheorwon — thủ đô thứ hai của Thái Phong

## Trong thờiCao Ly
- Gaegyeong

## Trong thờiNhà Triều Tiên
- Hanseong

## Thủ đô hiện tại
- Seoul — thủ đô của Đại Hàn Dân quốc còn gọi là Hàn Quốc hoặc Nam Hàn (ROK)
- Pyongyang — thủ đô của Cộng hòa Dân chủ Nhân dân Triều Tiên còn gọi là Bắc Triều Tiên (DPRK)